# Serenata (Anna Tatangelo)
Serenata è un singolo della cantante italiana Anna Tatangelo, pubblicato il 30 aprile 2021 come terzo estratto dall'ottavo album in studio Anna zero.

## Descrizione
Il singolo è scritto da Piero Romitelli e vede la produzione di Dat Boi Dee.

## Video musicale
Il videoclip, diretto da M.I.A., è stato pubblicato il 7 maggio 2021 sul canale Youtube della cantante. Nel video la Tatangelo omaggia la cantautrice Cher.

## Tracce
1. Serenata – 2:22